# Великотырновский университет

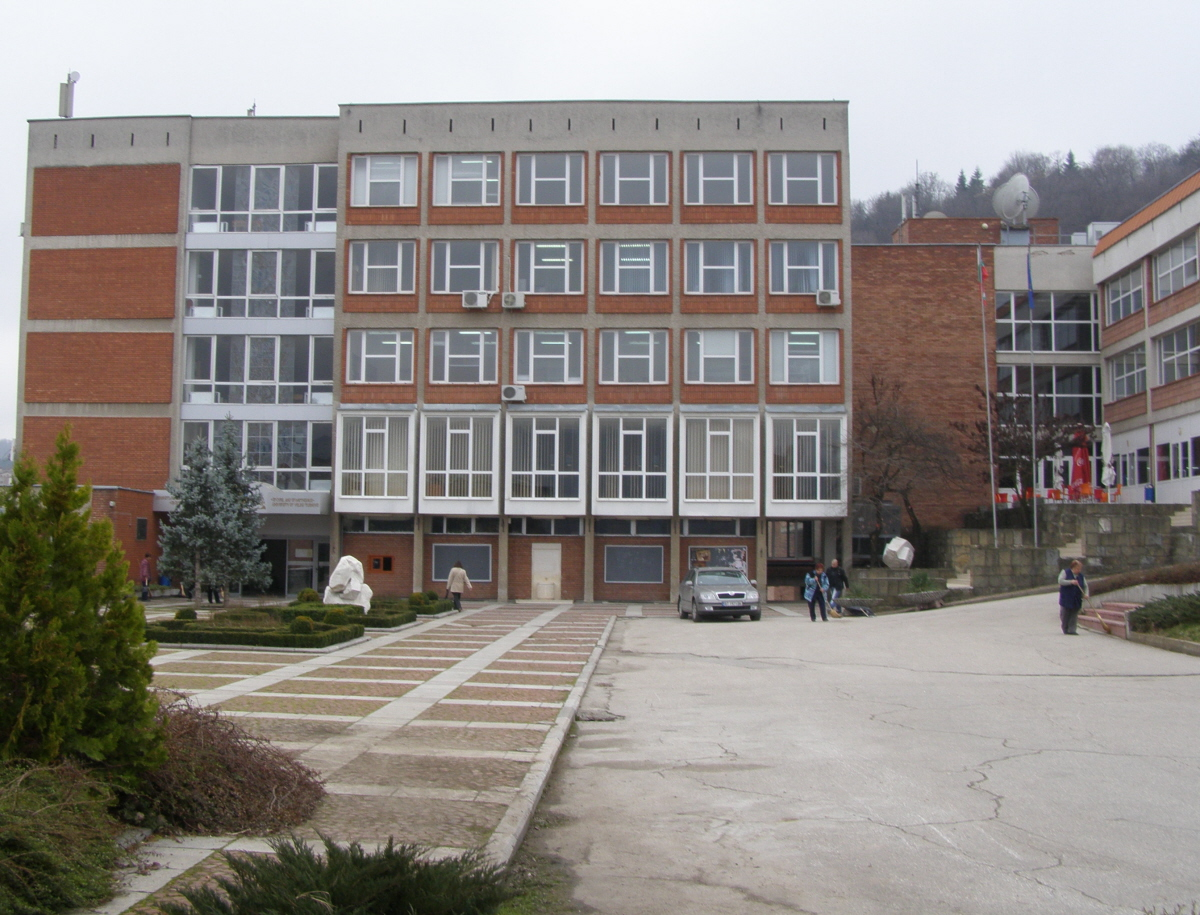
Ректорат Великотырновского университета

Великотырновский университет «Святых Кирилла и Мефодия» (болг. Великотърновски университет „Св. св. Кирил и Методий“ ) — высшее учебное заведение Болгарии. Находится в городе Велико-Тырново. Является вторым по величине университетом Болгарии после Софийского университета имени св. Климента Охридского.

## История
Основан в 1963 году как Высший педагогический институт имени Кирилла и Мефодия. Первый набор 340 студентов проводился по четырём специальностям: болгарская филология, русская филология, история и изобразительное искусство.
Указом Госсовета НРБ в октябре 1971 г. Высший педагогический институт в Велико-Тырново был преобразован в университет.

## Структура
Университет состоит из девяти факультетов:
- Филологического
- Исторического
- Юридического
- Педагогического
- Экономического
- Философского
- Математики и информатики
- Православного богословия
- Искусствоведения и изящных искусств.

Сотрудничает с Университетом им. Фридриха Шиллера в Йене (Германия), Львовским национальным университетом им. Ивана Франко (Украина), Педагогическим институтом в Нитре (Словакия) и университетом в Крайове (Румыния).
Является членом международных университетских ассоциаций:
- Ассоциации европейских университетов (CRE)
- Международной университетской ассоциации (IAU)
- Сети черноморских университетов (BSUN)
- Восточноевропейской университетской сети (AIMOS).

## Известные преподаватели и выпускники
- Эмил Андреев,
- Мариана Василева
- Томислав Дончев
- Здравка Евтимова
- Тереза Маринова,
- Лютви Местан,
- Пламен Павлов,
- Казимир Попконстантинов,
- Борис Кирилов Христов.
- Лиляна Цонева
- Костадин Костадинов